# منگ میچی
منگ میچی (انگلیسی: Meng Meiqi؛ زادهٔ ۱۵ اکتبر ۱۹۹۸) خواننده و بازیگر اهل چین است که از سال ۲۰۱۸ در چین زیر نظر استارشیپ و یه‌هوا فعالیت می‌کند. او قبلاً عضو گروه دخترانه کازمیک گرلز بود.